# 4394 Fritzheide
4394 Fritzheide eller 1981 EB19 är en asteroid i huvudbältet som upptäcktes den 2 mars 1981 av den amerikanska astronomen Schelte J. Bus vid Siding Spring-observatoriet. Den är uppkallad efter Fritz Heide.
Asteroiden har en diameter på ungefär 2 kilometer.